# كفر الوزير
قرية كفر الوزير هي إحدى القرى التابعة لمركز ميت غمر في محافظة الدقهلية في جمهورية مصر العربية. حسب إحصاءات سنة 2006، بلغ إجمالي السكان في كفر الوزير 4178 نسمة، منهم 2139 رجل و2039 امرأة.